# رونالد کوز
رونالد کوز (به انگلیسی: Ronald Coase) (زاده ۲۹ دسامبر ۱۹۱۰ – درگذشته ۲ سپتامبر ۲۰۱۳) اقتصاددان و نویسنده اهل بریتانیا بود که در سال ۱۹۹۱ موفق به دریافت جایزه یادبود نوبل علوم اقتصادی شد. رونالد کوز در ۲ سپتامبر ۲۰۱۳ در سن ۱۰۲ سالگی درگذشت.

## زندگی

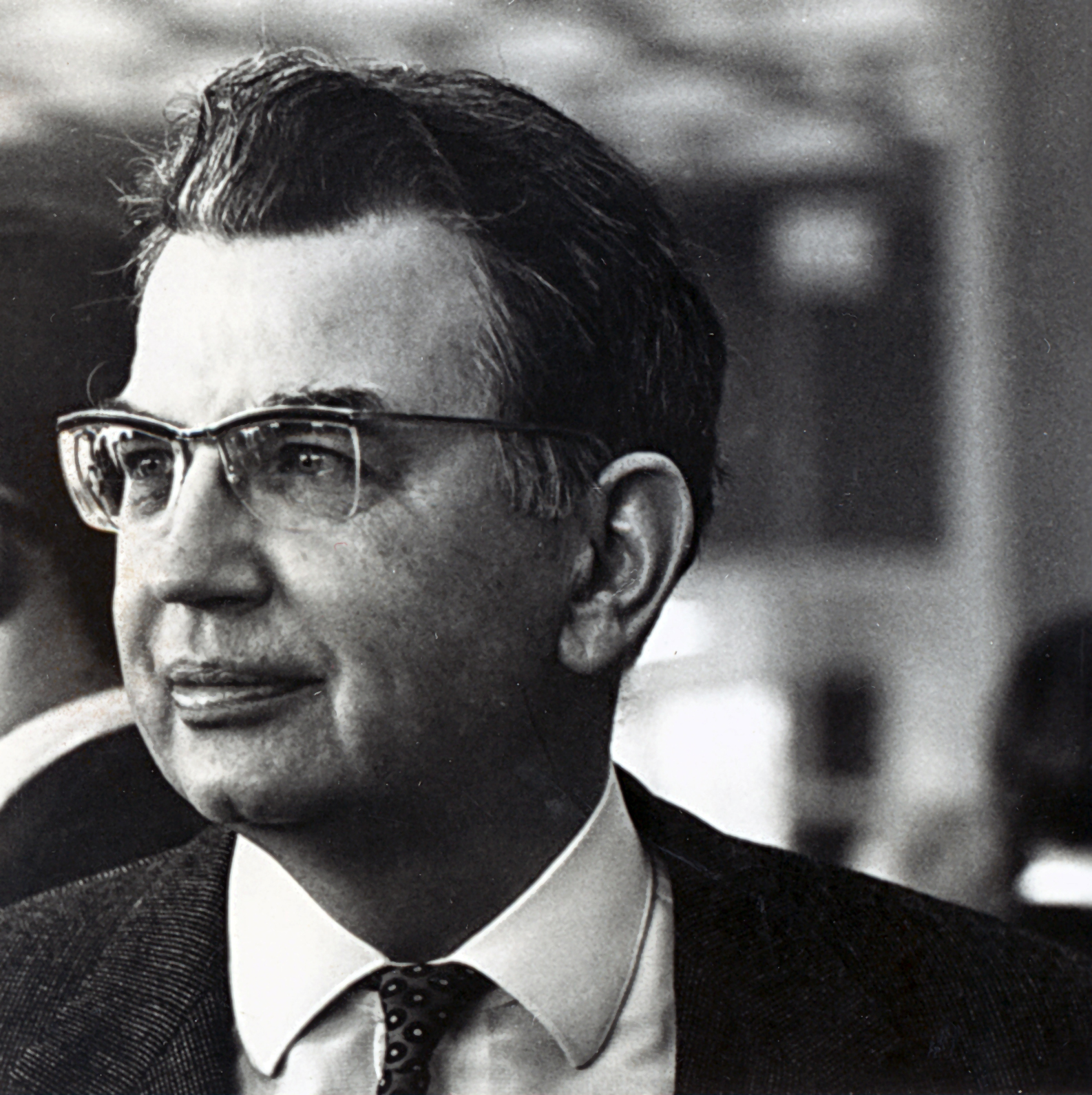
عکس اسکن شده در کوز از بایگانی‌های UChicago Law

## کارهای برجسته
اندیشه های کوز نه تنها در اقتصاد بلکه در کسب و کار و حقوق تاثیرگذار بوده است. او معتقد بود که نباید به تئوری و مدل‌ها تکیه کرد و بلکه دنیای واقعی و تاریخ را باید ملاک قرار داد. کوز برای فهمیدن ساز و کار بنگاه‌ها به بزرگ‌ترین شرکت‌های آمریکا به مانند فورد و جنرال موتورز رفت. او برای فهم کالای عمومی به جای تکیه بر کتاب‌های درسی، شروع به خواندن تاریخ تولید این کالاها در بریتانیای قرن شانزدهم کرد و نتیجه این طرز فکر و مطالعه، مقالات و کتاب‌هایی شد که طرز فکر اقتصاددان‌ها را برای همیشه دگرگون کرد:
- تئوری کوز
- مقاله ماهیت شرکت
- مقاله مساله بهای اجتماعی: ارائه این نظريه که قوانین مالکیت بسیار در بهای مبادلات اقتصادی تاثیر دارند.[۳]

طبق بیانیه فرهنگستان پادشاهی علوم سوئد، کوز برای «برای کشف و روشن‌کردن اهمیت هزینه‌ی تراکنش‌ها و حقوق مالکیت در ساختار نهادی و عملکرد اقتصاد» مفتخر به دریافت جایزه نوبل اقتصاد گردیده است.